# مارگار ستراکیان
مارگار ستراکی ستراکیان (ارمنی: Մարգար Սեդրակի Սեդրակյան؛  زادهٔ ۳۱ مارس ۱۹۰۷ - درگذشته ۱ اکتبر ۱۹۷۳) شراب‌ساز و مهندس اهل ارمنستان بود. وی بنیانگذار تکنیک جدیدی برای تولید کنیاک در ارمنستان و اتحاد شوروی بود. و از سال ۱۹۴۰ سرمهندس و فناور کارخانه کنیاک ایروان بود.

## زندگی‌نامه
وی در ۳۱ مارس ۱۹۰۷ در خاراکونیس به دنیا آمد در جریان نسل‌کشی ارمنی‌ها والدین و خانواده‌اش به قتل رسیدند . همچنین برندهٔ جوایزی همچون قهرمان کار سوسیالیست (۱۹۷۱)، نشان لنین (۱۹۷۱)، نشان پرچم سرخ کار (۱۹۶۶)، نشان برجسته افتخار (۱۹۴۲)، مدال به مناسبت یکصدمین سالگرد تولد ولادیمیر ایلیچ لنین، مدال به خاطر پیروزی مقابل آلمان در جنگ بزرگ میهنی (۱۹۴۵–۱۹۴۱)، مدال بیستمین سال پیروزی در جنگ بزرگ میهنی (۱۹۴۵–۱۹۴۱)، مدال کار شجاعانه در جنگ بزرگ میهنی (۱۹۴۵–۱۹۴۱) و مهندس شایسته ارمنستان شوروی (۱۹۶۱) شده است. وی در ۱ اکتبر ۱۹۷۳ در سن ۶۶ سالگی در ایروان درگذشت.

## نگارخانه

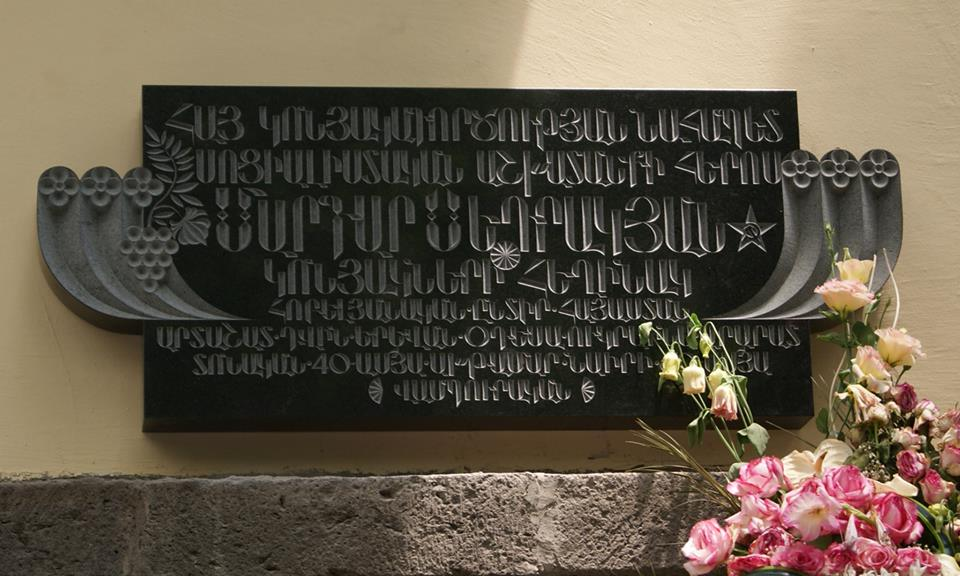

- [۱]